# عادل السوداني
عادل السوداني(ولد في 21 فبراير 1991 ) لاعب كرة قدم سعودي و يلعب في الدفاع.

## مسيرة اللاعب
كانت بداياته مع نادي الوحدة في الفئات السنية و لعب بعدها مع نادي أبها و إنتقل إلى نادي الشعلة عام 2015 و انتقل إلى نادي العروبة في عام 2017 و انتقل إلى نادي الوشم عام 2018 و انتقل إلى  نادي العين مطلع عام 2019 و عاد إلى نادي العروبة في صيف 2019 و وقع مع نادي الأنوار مطلع عام 2020 و وقع مع نادي الانتصار في صيف 2020 .

## روابط خارجية
- عادل السوداني على موقع Soccerway.com (الإنجليزية)